# Lidia Pizarro Gamboa
Lidia Eliana Pizarro Gamboa (Santiago, 5 de febrero de 1945), es una política chilena, ha sido concejala y alcaldesa de Santa Cruz.

## Vida
Es hija de Luis Alejandro Pizarro Meneses y de Juana Rosa Gamboa. Contrajo matrimonio en 1967 con Juan Carlos Llantén Navarrete, quedando viuda en 2019.
Participa en las elecciones municipales de 1996, siendo elegida concejal de Santa Cruz, hasta el 2000. Ese año, vuelve a ser elegida concejala, para el período 2000-2004. En 2004, postula a la alcaldía, siendo elegida en dicho cargo. En 2008, postula al mismo cargo no resultando electa.
En el año 2009, se presenta como candidata a diputada por el distrito 35, ahora apoyada por el PRI, en el pacto Chile Limpio. Vote Feliz, sin resultar elegida.